# 龙瑞
龙瑞（1946年—），汉族，中华人民共和国画家、政治人物，中国国家画院院长，中国共产党党员，第十、十一、十二届全国政协委员。

## 生平
2008年，当选第十一届全国政协委员，代表文化艺术界，分入第二十七组。并担任教科文卫体委员会专委。